# Francesco Onorato
Francesco Onorato (Palermo, 16 novembre 1960) è un mafioso e collaboratore di giustizia italiano.

## Biografia
Ex pugile affiliato a cosa nostra nel 1980 fu inizialmente un mafioso al soldo del boss Rosario Riccobono fino alla sua scomparsa. Venne arrestato la prima volta nel 1984 e condannato a 3 anni di reclusione per estorsione. Una volta fuori il boss di San Lorenzo Salvatore Biondino gli affida la reggenza della famiglia di Partanna-Mondello. Viene nuovamente arrestato il 28 novembre 1993 e tre anni dopo nel 1996 inizia a collaborare con la giustizia, confessando circa 50 omicidi, tra cui quello dell'eurodeputato della Democrazia Cristiana Salvo Lima, dell'agente di polizia Emanuele Piazza e dei fratelli Sceusa, misteriosamente scomparsi nel 1991.
Fra le tante dichiarazioni rese, destarono parecchio scalpore quelle relative all'assassinio del generale Carlo Alberto dalla Chiesa, il quale a suo dire venne ucciso per fare un "favore" a Bettino Craxi e Giulio Andreotti.
Gli attuali boss di Palermo starebbero meditando di ucciderlo viste le sue scomode dichiarazioni. 